# الهيئة العامة للشؤون المدنية (فلسطين)
الهيئة العامة للشؤون المدنية الفلسطينية هي هيئة حكومية فلسطينية غير وزارية تأسست بشكلها الحالي بموجب المرسوم الرئاسي رقم (7) لسنة 2007، وهي امتداد لوزارة الشؤون المدنية التي استمرت منذ الحكومة الفلسطينية الأولى حتى التاسعة. تُعنى الهيئة بمتابعة تنفيذ الملحق المدني من الاتفاقيات مع الإدارة المدنية الإسرائيلية، ومرجعيتها دائرة شؤون المفاوضات ورئيس السلطة الوطنية الفلسطينية. رئيسها الحالي أيمن قنديل.